# Francesco Maria Banditi
Francesco Maria Banditi (ur. 8 września 1706 w Rimini, zm. 27 stycznia 1796 w Benewencie) – włoski duchowny katolicki, kardynał, arcybiskup Benewentu, teatyn.
Pochodził z arystokratycznego rodu. W 1722 wstąpił do zakonu teatynów. Święcenia kapłańskie przyjął 14 sierpnia 1729 we Florencji. W latach 1768–1771 był prepozytem generalnym (generałem) zakonu teatynów. 30 marca 1772 został wybrany biskupem Corneto-Montefiascone. Sakrę przyjął 5 kwietnia 1772 w Rzymie z rąk kardynała Lazzaro Opizio Pallaviciniego. 29 maja 1775 objął stolicę metropolitalną Benewentu, na której pozostał już do śmierci (jednocześnie do grudnia 1775 zarządzał diecezją Corneto-Montefiascone jako administrator apostolski). 17 lipca 1775 Pius VI kreował go kardynałem in pectore. Nominacja została ogłoszona 13 listopada 1775.